# Josef Berchtold
Pour les articles homonymes, voir Berchtold.
Ne doit pas être confondu avec Joseph Berchtold.
Josef Berchtold (né le 20 septembre 1833 à Murnau, mort le 22 octobre 1894 à Munich) est un juriste allemand.

## Biographie
Josef Berchtold est issu d'une famille de brasseurs de Murnau am Staffelsee. Il est le plus jeune des sept enfants du brasseur Karl Theodor Berchtold et de la fille de journalier Maria Eva Rendl. Après la mort de son père en 1838, il est recueilli par l'institutrice munichoise Walburga Müller par l'intermédiaire du curé de Murnau. En 1852, en tant que meilleur de sa classe, il passe son Abitur au lycée Maximilien de Munich (de) puis étudie la philosophie et le droit à l'université Louis-et-Maximilien de Munich, soutenu par une bourse royale à partir de 1856.
En 1857, il réussit le premier examen de droit d'État avec un résultat satisfaisant, puis poursuit ses études à Göttingen, Berlin et Munich. En 1860, après des travaux pratiques au tribunal de grande instance de Munich et au Bezirksgericht (Tribunal de district) de Munich, il obtient un bon résultat au deuxième examen de droit de l'État, onzième meilleur de 58 candidats. Il obtient son doctorat le 31 mai 1862 avec une thèse sur la souveraineté autrichienne et son habilitation le 28 juillet 1863 à l'université Louis-et-Maximilien avec une thèse sur le développement de la souveraineté en Allemagne.
Il est Privatdozent. Pendant ce temps, il travaille comme maître répétiteur et conseiller juridique pour un revenu supplémentaire, notamment pour Othon de Bavière et Clovis de Hohenlohe-Schillingsfürst. Le 25 octobre 1867, il est nommé professeur agrégé de droit canonique et, pour parer à une demande à Prague, le 16 avril 1873, professeur titulaire. De 1868 jusqu'à ce qu'il obtienne un poste de professeur titulaire, Berchtold est professeur de droit constitutionnel et international à l'académie bavaroise de guerre (de). En 1894, il est recteur de l'université Louis-et-Maximilien de Munich pendant une semaine jusqu'à sa mort d'un ulcère du côlon ; ses prédécesseurs et successeurs sont Alois Knoepfler (de) et August von Bechmann (de). Il est enterré dans l'ancien cimetière du Nord de Munich (de)
Josef Berchtold est un éminent représentant et défenseur de l'Église vieille-catholique. Dans son travail juridique, il traite des effets de l'ultramontanisme sur la position de l'Église catholique en Bavière et en Allemagne. Il est membre de divers comités de l'Église vieille-catholique et prend part aux développements de l'Église vieille-catholique, comme la discussion du code synodal et municipal de 1873.
Son ouvrage Die Unvereinbarkeit der neuen päpstlichen Glaubensdekrete mit der bayerischen Staatsverfaßung, paru en 1871, est mis à l’Index librorum prohibitorum le 20 septembre 1871.